# Hôtel de ville de Valenciennes
L'hôtel de ville de Valenciennes héberge les institutions municipales de cette ville depuis le Moyen Âge. Il est situé sur la place d'Armes et est inscrit aux monuments historiques. Il a la particularité de présenter une façade du XVIIe siècle, rattachée à un corps de bâtiment des années 1950 (l'original ayant brûlé pendant la seconde guerre mondiale).

## Historique
En 1611, le prévôt de la ville, Jean Roisin, décide de faire reconstruire la maison échevinale. Les travaux durent trois ans et absorbent un cinquième du budget de la ville, remplaçant l'édifice précédent par une nouvelle bâtisse d'architecture gothique typique des Pays-Bas espagnols et du nord de la France.
L'hôtel de ville ne subit pas de destructions notoires au cours de la période révolutionnaire. Bien que la chapelle Saint-Pierre ait été désacralisée et transformée en marché aux grains, elle fut démolie plus tardivement, en 1828.
Une majeure partie du centre-ville de Valenciennes est détruite par un incendie en 1940, quelques semaines avant l'arrivée des armées allemandes. L'hôtel de ville ne sera pas épargné, et seule la façade lui survit : le beffroi s'effondra dans la catastrophe, emportant l'horloge et la sculpture Valenciennes défendant ses remparts dans sa chute.